# Walter Godefroot
Walter Godefroot, född 2 juli 1943 i Gent, är en belgisk före detta tävlingscyklist och cykelmanager. Godefroot var manager för det tyska stallet T-Mobile Team åren 1991–2005 och arbetade sedan från och med sommaren 2006 till slutet av säsongen 2007 för Astana Team.
Under sin professionella karriär vann Godefroot Liège-Bastogne-Liège 1967, Paris-Roubaix 1969, samt Flandern runt 1968 och 1978.
Godefroot vann den gröna poängtröjan i Tour de France 1970, dessutom vann han 1975 den avslutande etappen av Tour de France på Paris paradgata Champs-Élysées. Det var då första gången som Champs-Élysées användes som målområde.
Tre gånger under sin karriär blev Godefroot diskvalificerad på grund av anti-dopningskontroller. Bjarne Riis, vinnaren av Tour de France 1996, erkände i maj 2007 att han hade dopat sig under sin karriär när han tävlade för Team Telekom och han hävdade att Godefroot hade accepterat att cyklisterna använde EPO och inte brydde sig om att dopning existerade i stallet. Godefroot försvarade sig med att han hade funderade på om cyklisterna använde dopningspreparat, men han frågade aldrig cyklisterna om det eftersom han var upptagen med att arbeta med stallets affärer. Även flera andra cyklister från Team Telekom, bland annat Erik Zabel, erkände att de hade dopat sig under 1990-talet medan Godefroot ledde det tyska stallet.
Inför säsongen 2006 valde Godefroot att sluta som manager för T-Mobile Team och Olaf Ludwig tog över rollen. När Liberty Seguros-Würth Team inte fick starta Tour de France 2006 blev han tillfrågad av Alexander Vinokourov om han ville vara rådgivare i stallet och han återvände till cykelsporten. Han slutade sitt arbete i stallet efter 2008 då stalledningen tyckte att han hade gjort tillräckligt och inte var nödvändig för stallet vid tillfället. Några månader tidigare hade stallets tidigare cyklist Jörg Jaksche anklagat Walter Godefroot för att känna till den systematiska dopning som försiggick i stallet.

## Meriter
Tour de France
 Poängtävlingen – 1970
10 etapper
Giro d'Italia
1 etapp
Vuelta a España
2 etapper
 Nationsmästerskapens linjelopp – 1965, 1972
Paris-Roubaix – 1969
Flandern runt – 1968, 1978
Bordeaux-Paris – 1969, 1976
Liège-Bastogne-Liège – 1967
Gent-Wevelgem – 1968
Züri Metzgete – 1970, 1974
Rund um den Henninger Turm – 1974
Scheldeprijs – 1969
Giro della Provincia di Reggio Calabria – 1970
Dwars door Vlaanderen – 1968

### Podieplaceringar
2:a, Omloop Het Volk – 1966
2:a, Paris-Tours – 1968
2:a, Milano-Turin – 1977
2:a, Belgien runt – 1970
2:a, Flandern runt – 1970
2:a, Grand Prix de Wallonie – 1971
2:a, Liège-Bastogne-Liège – 1968
2:a, Herinneringsprijs Dokter Tistaert – 1977
3:a, Paris-Roubaix – 1968
3:a, Kampioenschap van Vlaanderen – 1972
3:a, Super Prestige Pernod – 1968
3:a, Olympiska spelens linjelopp - 1964

## Stall
- Wiel's 1965–1966
- Flandria-De Clerck 1967–1969
- Salvarani 1970
- Peugeot-BP-Michelin 1971–1972
- Flandria-Carpenter 1973–1975
- Ijsboerke 1976–1979